# Hippolyte Destailleur
Hippolyte Alexandre Gabriel Walter Destailleur est un architecte, collectionneur, bibliophile et historien de l'art français né le 25 septembre 1822 à Paris où il est mort le 17 novembre 1893.
Fils de François-Hippolyte Destailleur (1787-1852), architecte, Hippolyte Destailleur fut l'un des tenants de l'historicisme en France.

## Biographie

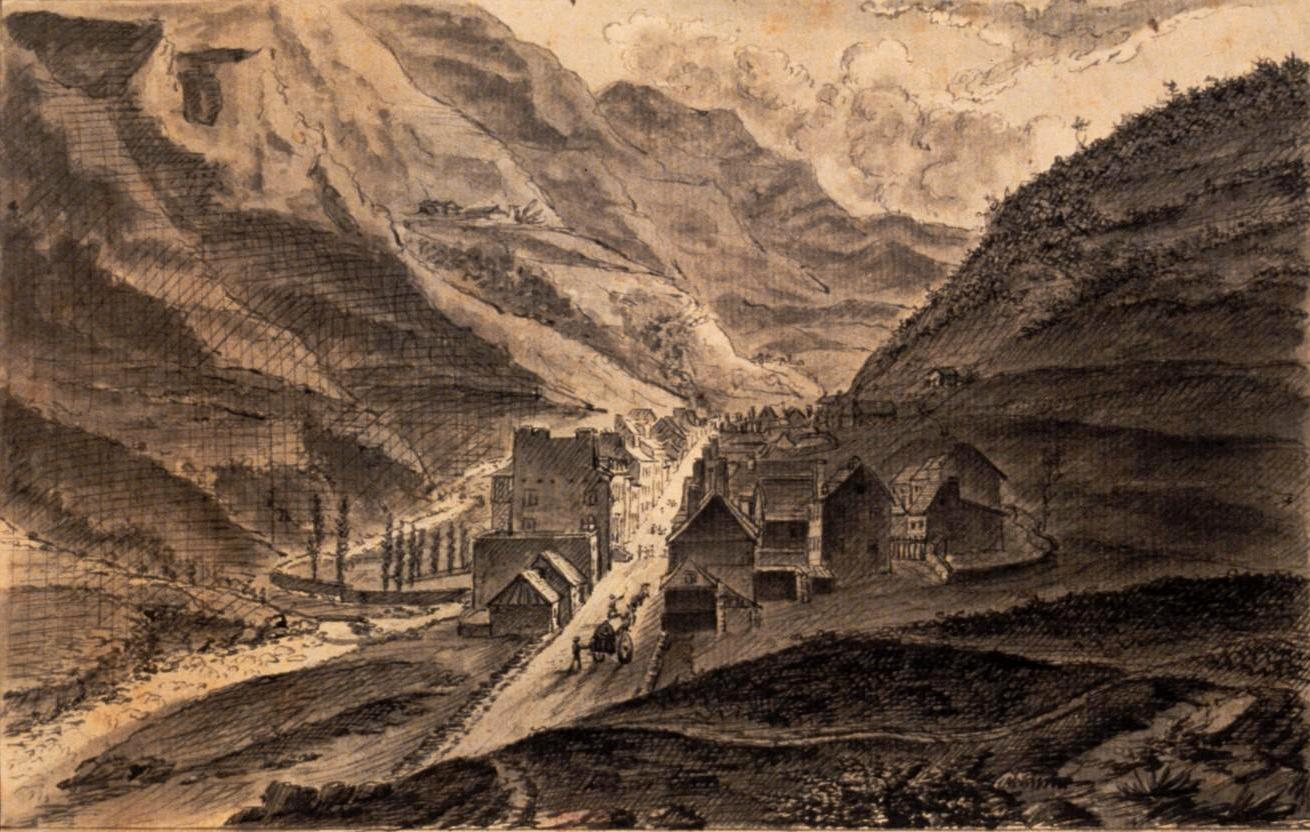
Barèges au XIXe siècle (collection Hippolyte Destailleur, 1822-1893).

Son père François-Hippolyte Destailleur avait édifié entre autres le bâtiment du ministère des Finances, situé rue de Rivoli (détruit lors de la Commune) et le passage Jouffroy à Paris. À la mort de ce dernier, en 1852, il lui succède en tant qu'architecte de la Monnaie.
De son mariage en 1847 avec Emilie Georgina Ferrière, il aura treize enfants dont Walter André Destailleur (1867-1940) qui lui succédera.
Architecte de renommée internationale, restaurateur, entre autres, des grandes demeures de Courances et de Vaux-le-Vicomte, Destailleur constitua une très importante collection de dessins d'architecture et d’ornements qui fut sa "base documentaire" professionnelle.
Cette connaissance aiguë lui permettait de s'inspirer pour ses œuvres des décors anciens. Il avait aussi coutume de réemployer des éléments de décors anciens notamment des boiseries, mis sur le marché au moment des aménagements urbains d’Haussmann qui, en perçant de nouvelles avenues et rues dans le vieux Paris, entraîna la démolition et le "dépeçage" des décors intérieurs de maints hôtels particuliers du siècle précédent.
Jean-Joseph Weerts l'a représenté sur le plafond peint de l'escalier d'honneur de l'hôtel des Monnaies à Paris exécuté entre 1889 et 1891. Il en a en outre fait le portrait peint aujourd'hui conservé au musée Carnavalet. 

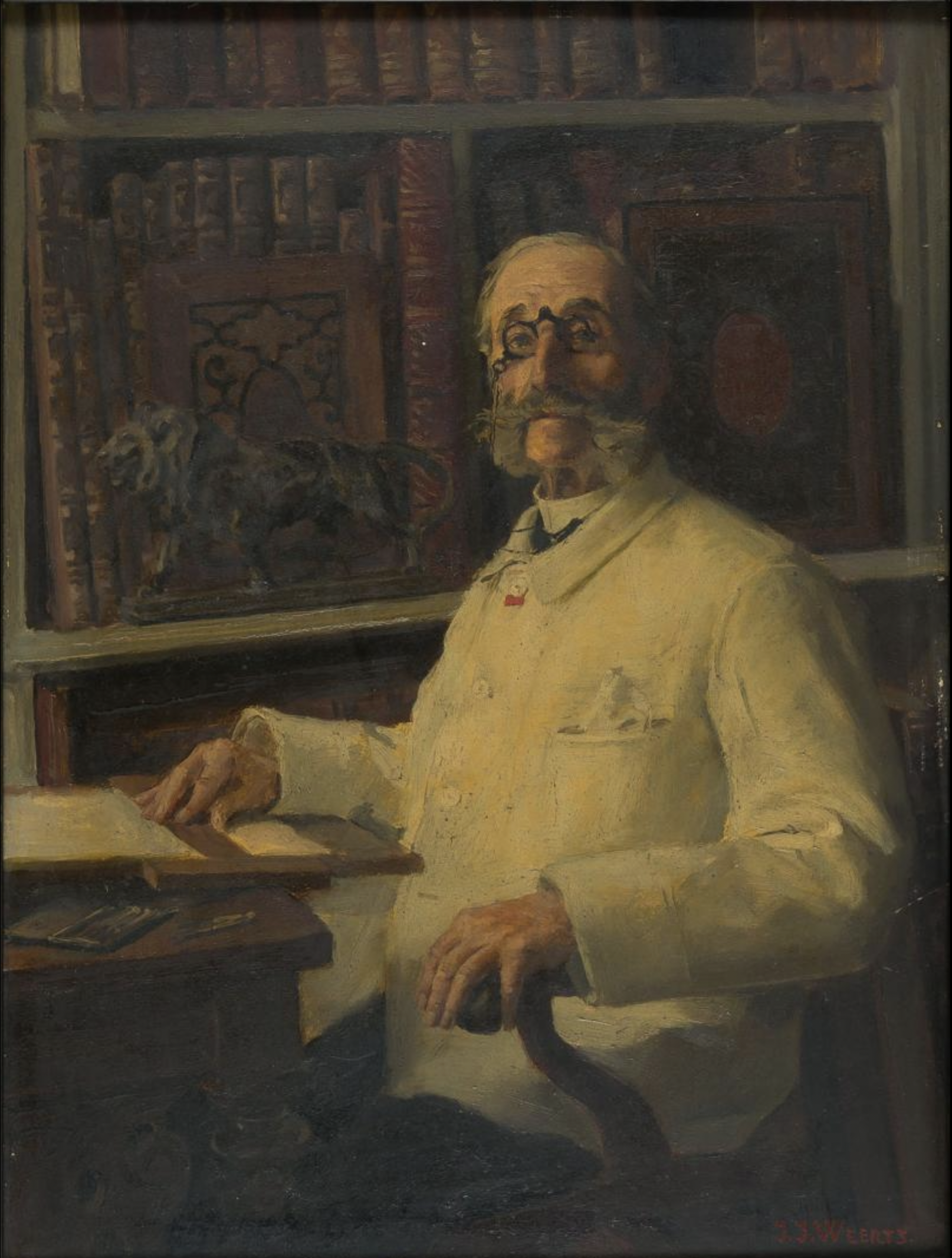
Jean-Joseph Weert (1847-1927), portrait d'Hippolyte Destailleur (1822-1893), musée Carnavalet, Paris. Don posthume de Mme Anne Chayet.

## Ses réalisations architecturales
Dans les années 1850-1860, il dirige la restauration du château de Mouchy le Châtel (Oise) pour la famille de Noailles, assisté par l'ornemaniste Michel Liénard.
En 1865-1866 et de nouveau en 1869-1870, il réaménage l'hôtel de Pourtalès à Paris.
De 1866 à 1867, il édifie pour la comtesse Victoire-Félicie de Béhague 24, avenue Bosquet un hôtel de style Louis XV, construit parallèlement à l'avenue et relié à celle-ci par un vestibule vitré (détruit).
En 1868, il édifie pour la somme de 400 000 francs, également pour le comte Octave de Béhague, fils de la comtesse, un « petit hôtel » dans lequel il fait remonter un important ensemble de boiseries du XVIIIe siècle.
Dans les années 1870, il travaille à l'hôtel de Noailles-Mouchy (détruit en 1958), boulevard de Courcelles à Paris.
En 1880, il construit pour les Cahen d'Anvers un hôtel de style Louis XIV au 2, rue de Bassano (Paris, XVIe), dans lequel il fait remonter des boiseries exécutées en 1709 par Germain Boffrand pour l'hôtel de Mayenne.

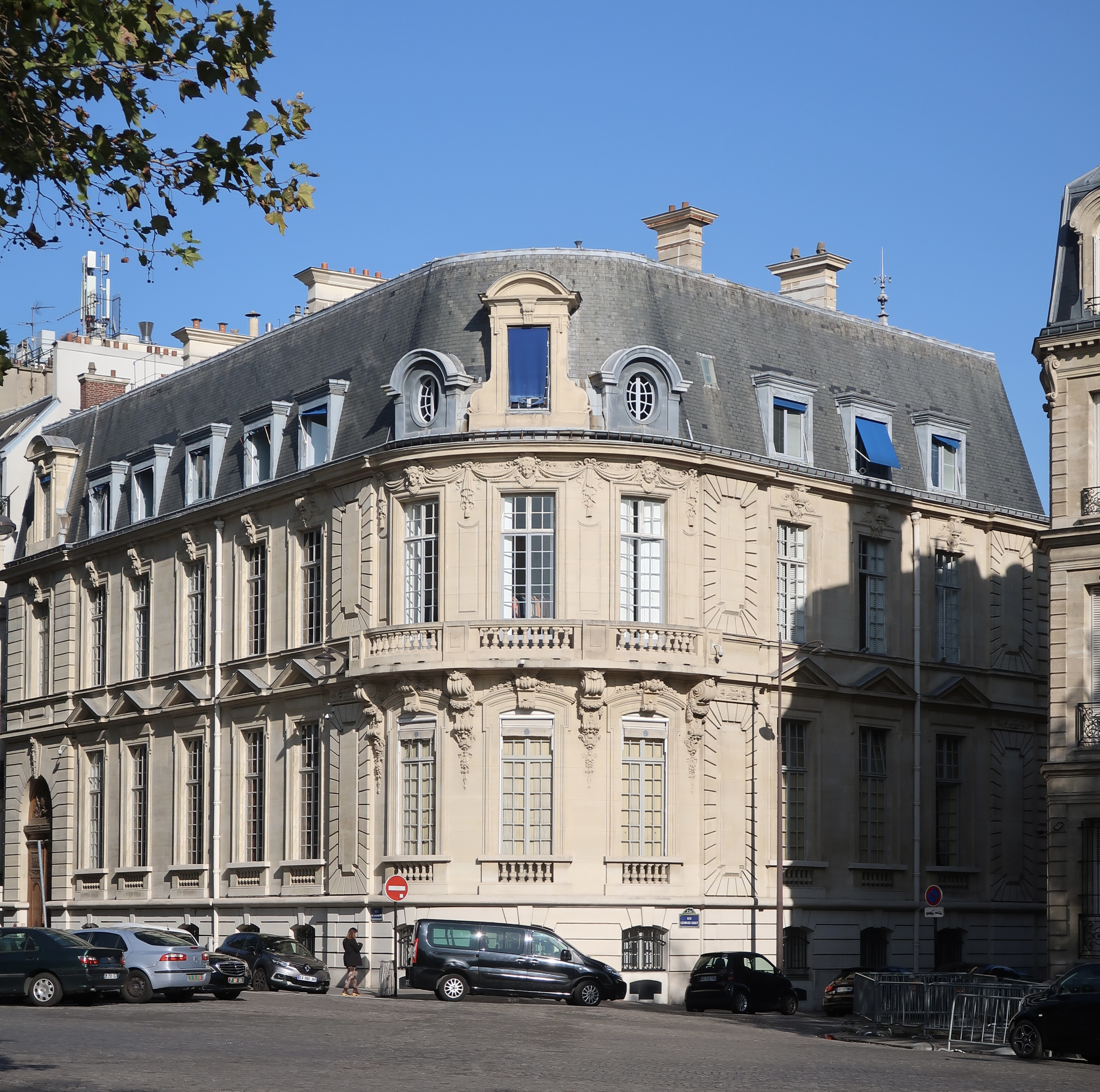
Façade de l'hôtel Cahen d'Anvers donnant rue Georges-Bizet et avenue d'Iéna.

Vers 1870, il transforme le parc du château de Courances pour le banquier Samuel de Haber en parc « à l'anglaise » et, de 1873 à 1884, restaure le château du XVIIe siècle dans le style néo-Louis XIII.
De 1875 à 1892, il restaure également le château de Vaux-le-Vicomte pour l'industriel Alfred Sommier.
De 1875 à 1882, il édifie pour le duc de Massa le château de Franconville à Saint-Martin-du-Tertre, sorte de réplique du château de Maisons-Laffitte, construit par Mansart pour René de Longueil.
En 1887, il dressa un plan de l'ex-salon « de pékin » (XVIIIe siècle) du château d'Abondant (Eure-et-Loir - Archives nationales).
Entre 1887 et 1890, il construit pour le demi-frère du duc de Massa, le baron Eugène Roger, banquier à Paris, le château de Triboulette à Vouzeron.

### À l'étranger

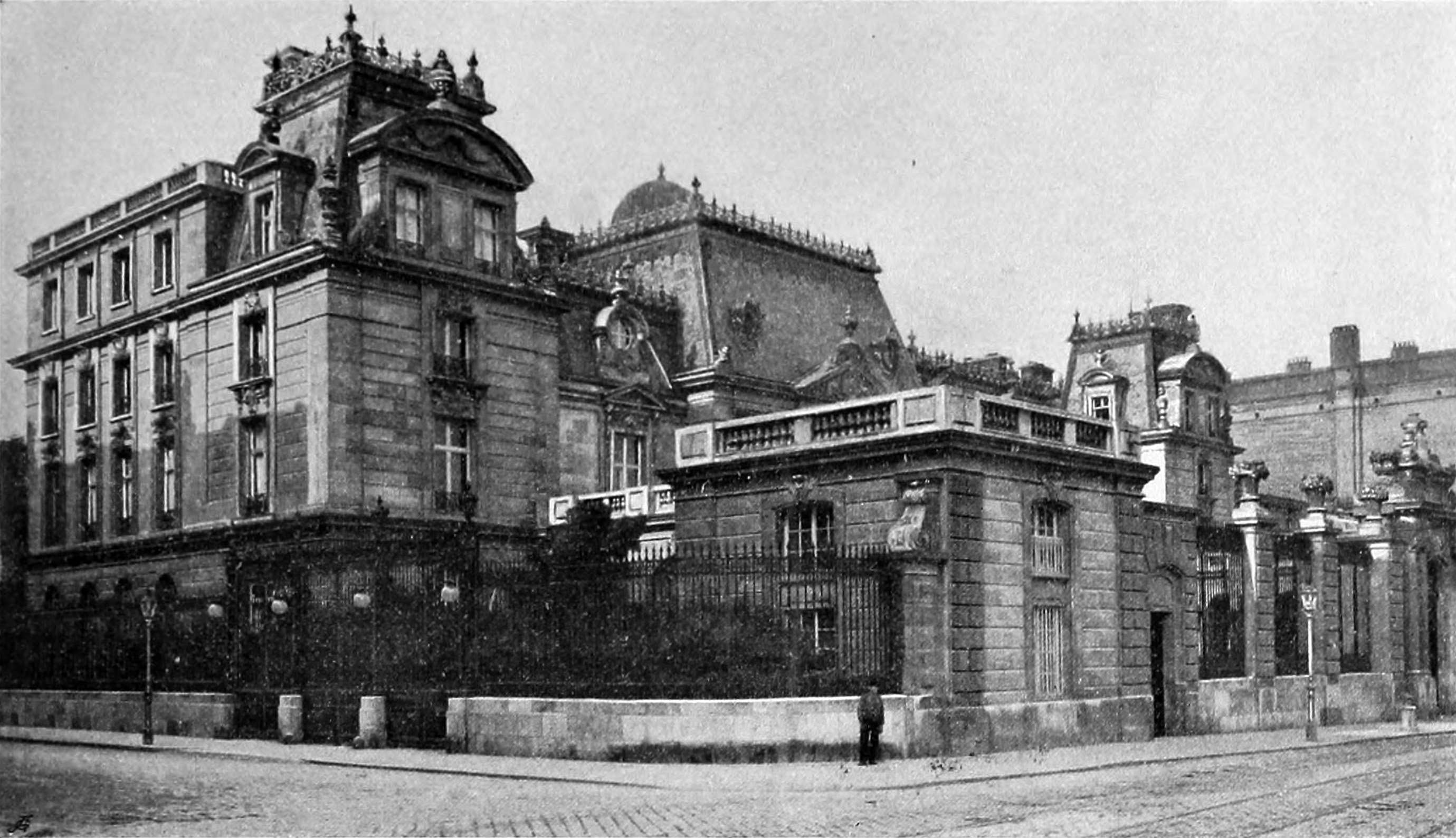
Palais Albert de Rothschild à Vienne (photographie de 1906).

À l'étranger, il participe à l'internationalisation de l'historicisme français.
En Angleterre, à la demande du Baron Ferdinand de Rothschild, qui a fait don d'un collection d'arts au British Museum, il élève Waddesdon Manor dans le Buckhinghamshire, aujourd'hui propriété du National Trust. Ce château, pour lequel il s'inspire notamment des châteaux de Blois pour l'escalier et de Maintenon pour les tours, demandera à l'architecte près de dix ans de travaux qui seront poursuivis après lui par son fils, également architecte, Walter-André Destailleur.
À Vienne, c'est pour Albert de Rothschild qu'il construit un hôtel particulier où il reproduit à l'intérieur le célèbre escalier dit « des Ambassadeurs » de Versailles, tandis qu'à Berlin, il édifie l'hôtel particulier du prince de Pless.
Proche de la noblesse du Second Empire, il est appelé en Angleterre par l'impératrice exilée qui lui confie l'édification de la chapelle funéraire de Napoléon III et de leur fils unique, le prince impérial, et d'elle-même à Farnborough, et la construction d'une abbaye destinée à accueillir une communauté de moines français qui veilleraient au repos de leurs âmes, encore existante de nos jours, l'abbaye Saint-Michel.

## Ses collections d'art
Doté d'un goût très sûr, Destailleur forma sa vie durant ce qui devait devenir l'une des plus importantes collections privées d'art graphique ainsi qu'une bibliothèque de plusieurs milliers d'ouvrages.
Après avoir vendu en 1879 la majeure partie de sa collection à Berlin, où elle devait servir de fondement à la Kunstbibliothek, il entreprit d'en composer une seconde, pour laquelle il fit preuve, selon certains, d'un souci plus particulier de l'état de conservation et de la provenance des œuvres achetées.
Cette seconde bibliothèque fut dispersée en partie de son vivant en plusieurs vacations :
1. en 1890, les estampes de l'École Française du  XVIIIe siècle ;
2. en 1891, les livres rares et précieux ;
3. en 1893 (année de sa mort) : les dessins originaux réunis en recueils dont des "œuvres importantes de Saint-Aubin" ;
4. en 1894, les livres et estampes relatifs à l'histoire de la ville de Paris et de ses environs, les livres et estampes relatifs aux Beaux-Arts (architecture, peinture, gravure, ornementation);  en 1896, les dessins et tableaux, les dessins d'architecture et de décoration, vues de Paris et des environs, dessins de différents genres, documents contenus dans six catalogues reliés en trois volumes (catalogue n°71 / 1987 du libraire Léonce Laget - arch. pers.).

Patrice de Vogüé , évoque les ventes posthumes : " Il a œuvré dans toute l'Europe pour une clientèle riche et qui voyait grand (...). À temps perdu (il) s'adonne à sa seconde passion : collectionner dessins, livres, gravures et documentation (...) l'entrepreneur en maçonnerie Houzeau facturait des fournitures inexistantes mettant en péril la solidité des restaurations (du château de Vaux-Le-Vicomte). L'affaire passa en justice. (il) se retrancha derrière l'attestation de conformité  délivrée par Destailleur, maître-d'œuvre (...) condamné à des dommages considérables, il ne disposait pas des liquidités nécessaires et fut contraint d'envisager de se séparer d'une grande partie de ses admirables collections (...) Ce n'est qu'après sa mort, en 1893, que ses héritiers vendirent cette exceptionnelle documentation pour honorer la dette de leur père".
C'est alors que la Bibliothèque nationale acquit plus de 5 000 dessins liés à la topographie parisienne tandis qu'Henri d'Orléans, duc d'Aumale, se fit adjuger lors des vacations des 19 et 20 mai 1896, un "album de dessins de Du Cerceau, des recueils de portraits dessinés du XVIe siècle, de magnifiques dessins du Primatice et un Saint-Aubin, vue du jardin du Palais Royal" (Nicole Garnier-Prelle, catalogue de l'exposition Trésors du cabinet des dessins du Musée Condé, Somogy et Musée Condé, 2005).
On notera notamment la présence dans cette collection du "Livre des Saint-Aubin", recueil où chacun des membres de cette grande famille d'artistes du XVIIIe siècle ont dessiné et qui fut acquis par la comtesse Martine de Béhague en 1894 puis en 2001 par le musée du Louvre ou encore le nombre impressionnant de dessins d'Androuet du Cerceau.
Un recueil factice de 125 portraits d'artistes, peintres, sculpteurs, musiciens, scientifiques, médecins, gravés sur cuivre entre le XVIe et le  XIXe siècle et contenant plusieurs estampes de Claude Mellan, provenant de sa bibliothèque a été vendu 20 160 euros à Paris le 17 novembre 2017 (reprod. coul. ds "La Gazette Drouot" n°41 - 24/11/2017 p .174).

## Ses ouvrages
Destailleur dirigea la publication de plusieurs ouvrages :
- Recueil d’estampes relatives à l’ornementation des appartements aux XVI, XVII et XVIIIe siècles publiées sous la direction et avec un texte explicatif par M. H. Destailleur, architecte du gouvernement. Gravées en fac-similé par MM. Rudolf Pfnor et Riester d’après les compositions de du Cerceau, Le Pautre, Berain, Daniel Marot, Meissonnier, La Londe etc. 2 Tomes, (Paris, Rapilly, 1863 et 1871, in-folio) ;
- Jacques Androuet du Cerceau. Les plus excellens bâtiments de France. Sous la direction de H. Destailleur, architecte du gouvernement. Gravé en fac-similé par M. Faure-Dujarric, architecte. Nouvelle édition augmentée de planches inédites de du Cerceau. 2 tomes (Paris. A. Levy, 1868 et 1870, in-folio) ;
- Mathurin Jousse. La Fidelle ouverture de l'art du serrurier, composée par Mathurin Jousse, accompagnée d'une notice historique par H. Destailleur (A. Lévy, 1874, in-folio).
- Hippolyte Destailleur fut quelque peu délaissé par l'histoire de l'art pendant près d'un siècle.

Une exposition de portraits d'artistes provenant de sa collection au musée Carnavalet a eu lieu de mars à juin 2006. La numérisation d'une partie du fonds Destailleur du département des estampes et de la photographie de la Bibliothèque nationale de France (mise en ligne sur Gallica) a également permis de mieux faire connaître le collectionneur du grand public et de faciliter les travaux sur ses collections.